# Литы

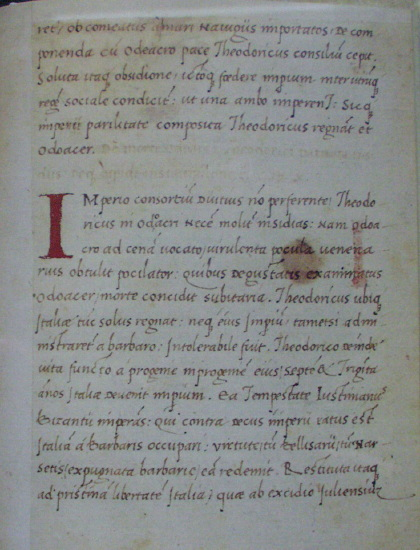
Edictum Theodorici regis. 460

Литы (лат. Liti) — известный по варварским правдам слой полусвободного, отпущенного на свободу населения у германских племен франков и саксов (у лангобардов им соответствовали альдии, у англосаксов — лэты). Занимали промежуточное положение между свободными общинниками и рабами. По мере формирования феодальных отношений литы становились частью класса феодально зависимого крестьянства.
Предполагают, что эта сословная группа образовалась из покоренных ещё в древности народностей. Литы составляли особое сословие с особенными правами и положением в германской общине. Между ними и вольноотпущенниками существует громадная разница; они рассматривались как свободные римляне. По салическому закону за убийство лита платилась половина вергельда, назначенного за свободного человека. Этот имущественный выкуп (вергельд) платился не господину, как у рабов, а родственникам, как у свободных. Литы пользовались правом личной неприкосновенности. Землей они владели, но не самостоятельно, а сидели от имени какого-нибудь хозяина на чужом участке, обрабатывали его и платили за него оброк господину. Литы не имели jus connubii (римского гражданства). В политических делах они не принимали никакого участия. Наследник лит платил особенную подать за право вступления в наследство.